# Mesargus hei
Mesargus hei är en insektsart som beskrevs av Cai och Shen 1998. Mesargus hei ingår i släktet Mesargus och familjen dvärgstritar. Inga underarter finns listade i Catalogue of Life.